# CCR5
CCR5 (C-C hemokinski receptor tip 5, CD195) je protein na površini belih krvnih zrnca. On je komponenta imunskog sistema koja deluje kao receptor za hemokine. Mnoge forme HIV-a, virusa koji uzrokuje AIDS, inicijalno koriste CCR5 da uđu i inficiraju ćelije domaćina. Mali broj osoba ima mutaciju poznatu kao CCR5 delta 32 na CCR5 genu, koja ih zaštićuje od tih vrsta HIV-a.
Kod ljudi,  gen koji kodira CCR5 protein je lociran na kratkoj (p) ruci u poziciji 21 hromozoma 3. Pojedine populacije su nasledile Delta 32 mutaciju koja je dovela do genetičke delecije porcije CCR5 gena. Homozigotni nosioci ove mutacije su otporni na M-tropne loze HIV-1 infekcije.

## Funkcija
protein pripada familiji beta hemokinskih receptora, integralnih membranskih proteina. On je G protein spregnuti receptor koji deluje kao hemokinski receptor u CC hemokinskoj grupi.
Prirodni hemokinski ligandi koji se vezuju za ovaj receptor su RANTES (hemotaksni citokinski protein koji je takođe poznat kao CCL5) i makrofagni inflamatorni protein (MIP) 1α i 1β (takođe poznat kao CCL3 i CCL4). On isto tako formira interakcije sa CCL3L1.
CCR5 je predominantno izražen na T ćelijama, makrofagama, dentritskim ćelijama i mikroglijama. Smatra se da CCR5 učestvuje u inflamatornom odgovoru na infekciju, mada njegova specifična uloga u normalnim imunskim funkcijama nije potpuno razjašnjena.

## Literatura
- Wilkinson D (1997). „Cofactors provide the entry keys. HIV-1”. Curr. Biol. 6 (9): 1051—3. PMID 8805353. doi:10.1016/S0960-9822(02)70661-1.
- Broder CC, Dimitrov DS (1997). „HIV and the 7-transmembrane domain receptors”. Pathobiology. 64 (4): 171—9. PMID 9031325. doi:10.1159/000164032.
- Choe H; Martin KA; Farzan M;  . (1998). „Structural interactions between chemokine receptors, gp120 Env and CD4”. Semin. Immunol. 10 (3): 249—57. PMID 9653051. doi:10.1006/smim.1998.0127.
- Sheppard HW; Celum C; Michael NL;  . (2002). „HIV-1 infection in individuals with the CCR5-Delta32/Delta32 genotype: acquisition of syncytium-inducing virus at seroconversion”. J. Acquir. Immune Defic. Syndr. 29 (3): 307—13. PMID 11873082.
- Freedman BD, Liu QH, Del Corno M, Collman RG (2004). „HIV-1 gp120 chemokine receptor-mediated signaling in human macrophages”. Immunol. Res. 27 (2–3): 261—76. PMID 12857973. doi:10.1385/IR:27:2-3:261.
- Esté JA (2004). „Virus entry as a target for anti-HIV intervention”. Curr. Med. Chem. 10 (17): 1617—32. PMID 12871111. doi:10.2174/0929867033457098.
- Gallo SA; Finnegan CM; Viard M;  . (2003). „The HIV Env-mediated fusion reaction”. Biochim. Biophys. Acta. 1614 (1): 36—50. PMID 12873764. doi:10.1016/S0005-2736(03)00161-5.
- Zaitseva M, Peden K, Golding H (2003). „HIV coreceptors: role of structure, posttranslational modifications, and internalization in viral-cell fusion and as targets for entry inhibitors”. Biochim. Biophys. Acta. 1614 (1): 51—61. PMID 12873765. doi:10.1016/S0005-2736(03)00162-7.
- Lee C; Liu QH; Tomkowicz B;  . (2004). „Macrophage activation through CCR5- and CXCR4-mediated gp120-elicited signaling pathways”. J. Leukoc. Biol. 74 (5): 676—82. PMID 12960231. doi:10.1189/jlb.0503206.
- Yi Y; Lee C; Liu QH;  . (2004). „Chemokine receptor utilization and macrophage signaling by human immunodeficiency virus type 1 gp120: Implications for neuropathogenesis”. J. Neurovirol. 10 Suppl 1: 91—6. PMID 14982745.
- Seibert C, Sakmar TP (2004). „Small-molecule antagonists of CCR5 and CXCR4: a promising new class of anti-HIV-1 drugs”. Curr. Pharm. Des. 10 (17): 2041—62. PMID 15279544. doi:10.2174/1381612043384312.
- Cutler CW, Jotwani R (2006). „Oral mucosal expression of HIV-1 receptors, co-receptors, and alpha-defensins: tableau of resistance or susceptibility to HIV infection?”. Adv. Dent. Res. 19 (1): 49—51. PMID 16672549. doi:10.1177/154407370601900110.
- Ajuebor MN, Carey JA, Swain MG (2006). „CCR5 in T cell-mediated liver diseases: what's going on?”. J. Immunol. 177 (4): 2039—45. PMID 16887960.
- Lipp M, Müller G (2006). „Shaping up adaptive immunity: the impact of CCR7 and CXCR5 on lymphocyte trafficking”. Verhandlungen der Deutschen Gesellschaft für Pathologie. 87: 90—101. PMID 16888899.
- Balistreri CR; Caruso C; Grimaldi MP;  . (2007). „CCR5 receptor: biologic and genetic implications in age-related diseases”. Ann. N. Y. Acad. Sci. 1100: 162—72. PMID 17460174. doi:10.1196/annals.1395.014.
- Madsen HO; Poulsen K; Dahl O;  . (1990). „Retropseudogenes constitute the major part of the human elongation factor 1 alpha gene family”. Nucleic Acids Res. 18 (6): 1513—6. PMC 330519 . PMID 2183196. doi:10.1093/nar/18.6.1513.
- Uetsuki T, Naito A, Nagata S, Kaziro Y (1989). „Isolation and characterization of the human chromosomal gene for polypeptide chain elongation factor-1 alpha”. J. Biol. Chem. 264 (10): 5791—8. PMID 2564392.
- Whiteheart SW; Shenbagamurthi P; Chen L;  . (1989). „Murine elongation factor 1 alpha (EF-1 alpha) is posttranslationally modified by novel amide-linked ethanolamine-phosphoglycerol moieties. Addition of ethanolamine-phosphoglycerol to specific glutamic acid residues on EF-1 alpha”. J. Biol. Chem. 264 (24): 14334—41. PMID 2569467.
- Ann DK; Wu MM; Huang T;  . (1988). „Retinol-regulated gene expression in human tracheobronchial epithelial cells. Enhanced expression of elongation factor EF-1 alpha”. J. Biol. Chem. 263 (8): 3546—9. PMID 3346208.
- Brands JH; Maassen JA; van Hemert FJ;  . (1986). „The primary structure of the alpha subunit of human elongation factor 1. Structural aspects of guanine-nucleotide-binding sites”. Eur. J. Biochem. 155 (1): 167—71. PMID 3512269. doi:10.1111/j.1432-1033.1986.tb09472.x.

## Spoljašnje veze
- Video i tekst o otkriću CCR5-a
- „Chemokine Receptors: CCR5”. IUPHAR Database of Receptors and Ion Channels. International Union of Basic and Clinical Pharmacology. Архивирано из оригинала 18. 01. 2021. г.